# Честево
Честево (на македонска литературна норма: Честево) е село в община Валандово, Северна Македония.

## География
Честево е разположено на около 2 километра южно от град Валандово, на левия бряг на Анската река.

## История
В XIX век Честево е смесено българо-турско село в Дойранска каза на Османската империя. В „Етнография на вилаетите Адрианопол, Монастир и Салоника“, издадена в Константинопол в 1878 година и отразяваща статистиката на населението от 1873 година, Тестово (Testovo) е посочено като селище с 90 домакинства, като жителите му са 26 мюсюлмани и 237 българи.
Според статистиката на Васил Кънчов („Македония. Етнография и статистика“) от 1900 г. Честево има 309 жители, от които 230 българи християни, 65 турци и 14 цигани.
По данни на секретаря на Българската екзархия Димитър Мишев („La Macédoine et sa Population Chrétienne“) през 1905 година в Честово (Tchestovo) има 23 цигани.
След Междусъюзническата война в 1913 година селото попада в Сърбия. Според Димитър Гаджанов в 1916 година в Чещово живеят 60 цигани мохамедани.